# Abdoul Karim Seck
Abdoul Karim Seck (ur. 5 listopada 1966) – senegalski judoka. Olimpijczyk z Atlanty 1996, gdzie zajął 21. miejsce, w wadze półlekkiej.
Złoty medalista mistrzostw Afryki w 1996 i srebrny w 1997 roku.

## Letnie Igrzyska Olimpijskie 1996
| Konkurencja | Eliminacje            | Klas. końcowa |
| Konkurencja | Przeciwnik 1          | Miejsce       |
| ----------- | --------------------- | ------------- |
| 65 kg       | Julian Davies (GBR) P | 21.           |